# Oklahoma Coyotes
Die Oklahoma Coyotes waren ein US-amerikanisches Inlinehockeyfranchise aus Oklahoma City im Bundesstaat Oklahoma. Es existierte von 1995 bis 1996 und nahm an zwei Spielzeiten der professionellen Inlinehockeyliga Roller Hockey International teil. Die Heimspiele des Teams wurden im Myriad Convention Center ausgetragen.

## Geschichte
Das Team war vor der Saison 1995 von Atlanta im Bundesstaat Georgia, wo es als Atlanta Fire Ants spielte, nach Oklahoma City im Bundesstaat Oklahoma verlegt worden. In den Spielzeiten 1995 und 1996 verpassten die Coyotes jeweils die Teilnahme an den Playoffs um den Murphy Cup.
Nachdem die Coyotes im Spieljahr 1997 pausierten und die Saison 1998 abgesagt worden war, wurde das Franchise nach Las Vegas im Bundesstaat Nevada verlegt, wo es als Las Vegas Coyotes in der Saison 1999 am Spielbetrieb der Roller Hockey International teilnahm. 
1995 hatten die Coyotes einen Zuschauerschnitt von 3766 und fanden sich im Vergleich der anderen Teams im Mittelfeld wieder. Der Zuschauerkrösus Anaheim Bullfrogs hatte einen Schnitt von 10038, während lediglich 1178 Zuschauer die Spiele der Orlando Rollergators besuchen wollten.
Die Teamfarben waren Rot, Gelb und Grün.

## Saisonstatistik
Abkürzungen: Sp = Spiele, S = Siege, N = Niederlagen, U = Unentschieden, OTN = Niederlagen nach Overtime oder Shootout, Pkt = Punkte, T = Erzielte Tore, GT = Gegentore
| Saison | Sp | S  | N  | U | OTN | Pkt | T   | GT  | Platz       | Playoffs           |
| 1995   | 24 | 7  | 17 | 0 | –   | 14  | 159 | 209 | 5., Pacific | nicht qualifiziert |
| 1996   | 28 | 13 | 12 | – | 3   | 29  | 174 | 174 | 3., Pacific | nicht qualifiziert |

## Bekannte Spieler
- Radek Hamr
- Mike Kennedy
- Jim McGeough
- Pēteris Skudra
- George Zajankala